# Neva Towers
Neva Towers ist ein Komplex aus zwei Wolkenkratzern in Moskau City. Die im Jahr 2020 fertiggestellten Gebäude mit einer Höhe von 345 Metern (Turm 2) und 297 Metern (Turm 1) gehören zu den höchsten Gebäuden Europas.

## Baugeschichte
Im Jahr 2006 war geplant, auf dem Grundstück der heutigen Neva Towers den Russia Tower mit über 600 Metern Höhe zu errichten. Die Bauarbeiten dafür begannen im Jahr 2007. Im folgenden Jahr wurden die Bauarbeiten jedoch abgebrochen.
Im Jahr 2014 wurde eine Hälfte des Grundstücks an Renaissance Construction verkauft. Neue Pläne sahen nun einen Komplex aus zwei Wolkenkratzern namens Renaissance Moscow Towers mit ungefähr 300 Metern Höhe vor.
Der Name des Komplexes wurde später in Neva Towers geändert. Die Fertigstellung der beiden Wolkenkratzer erfolgte im Jahr 2020. Zum Zeitpunkt der Fertigstellung war Turm 2 mit einer Höhe von 345 Metern das vierthöchste Gebäude Europas, während Turm 1 mit einer Höhe von 297 Metern Platz neun belegte.
Beide Türme haben die LEED-Zertifizierung Gold.

## Galerie

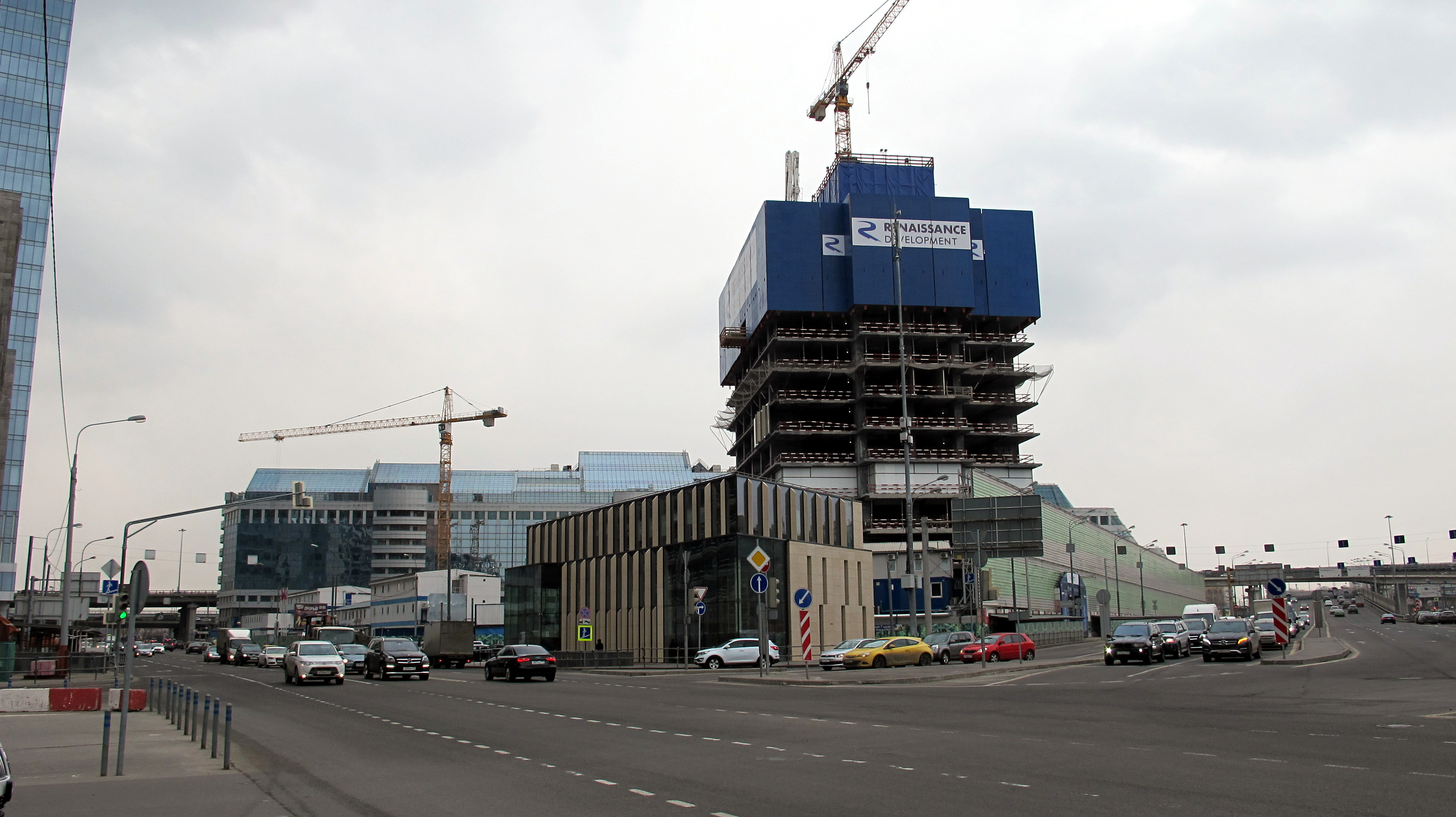
Baustelle im Jahr 2016
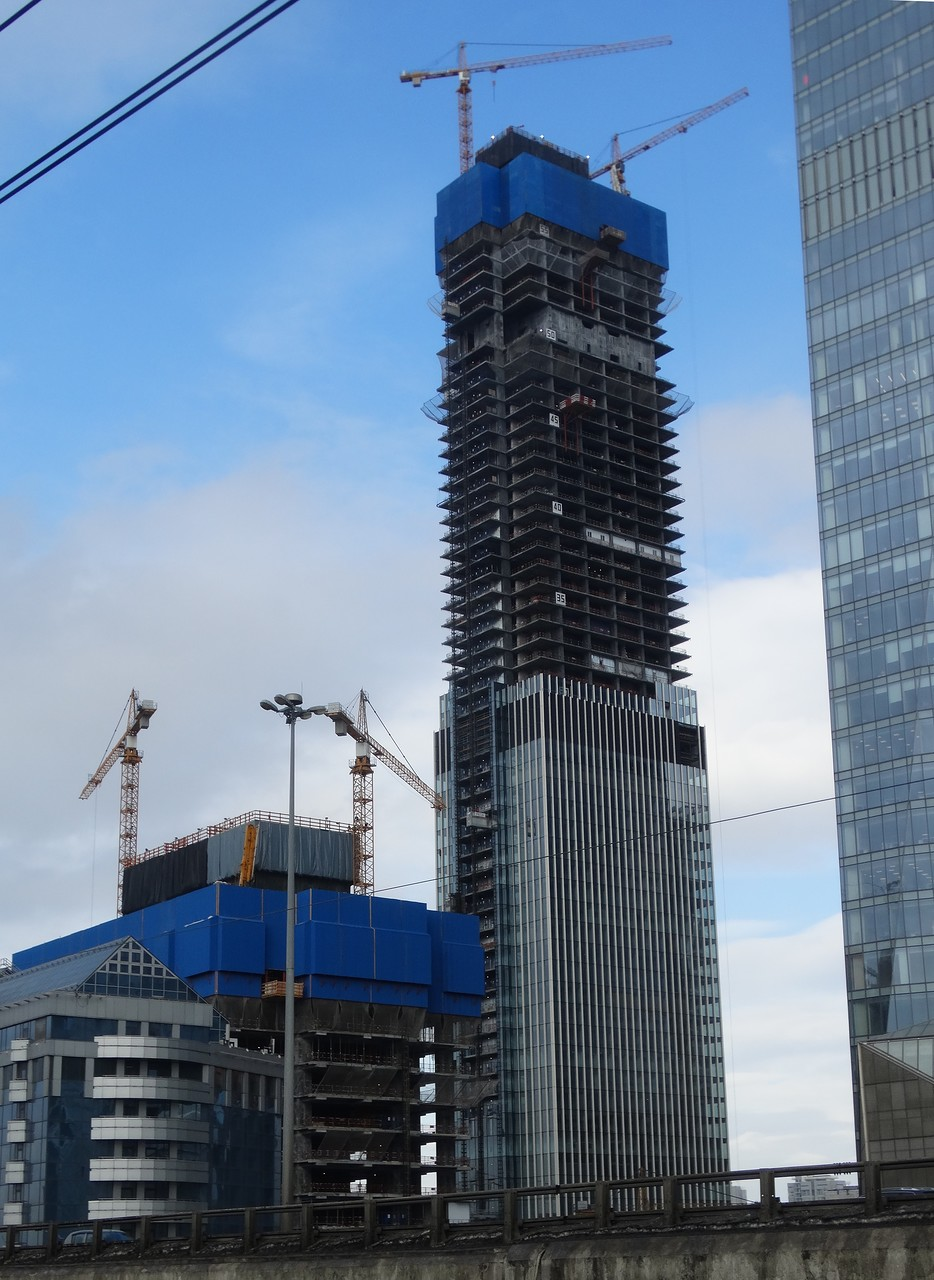
Baustelle im Jahr 2018
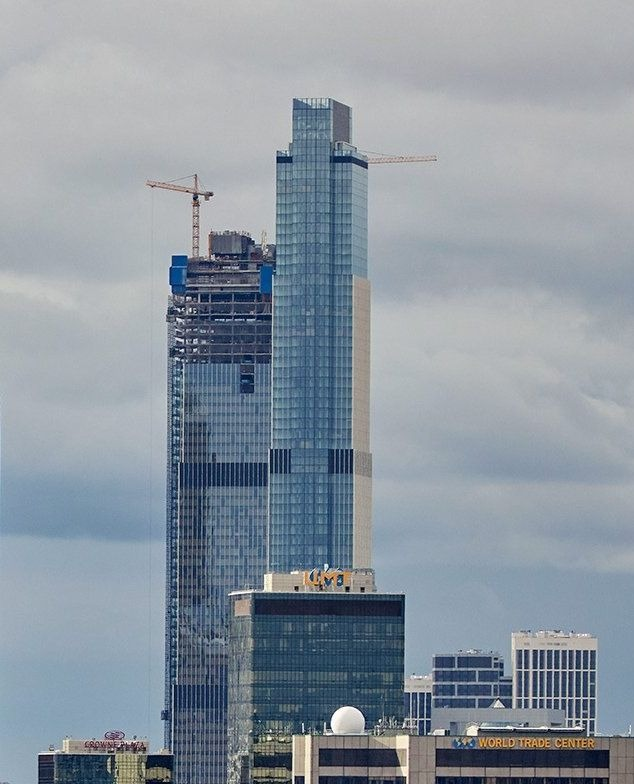
Baustelle am 28. Januar 2020